# Areti Ketime

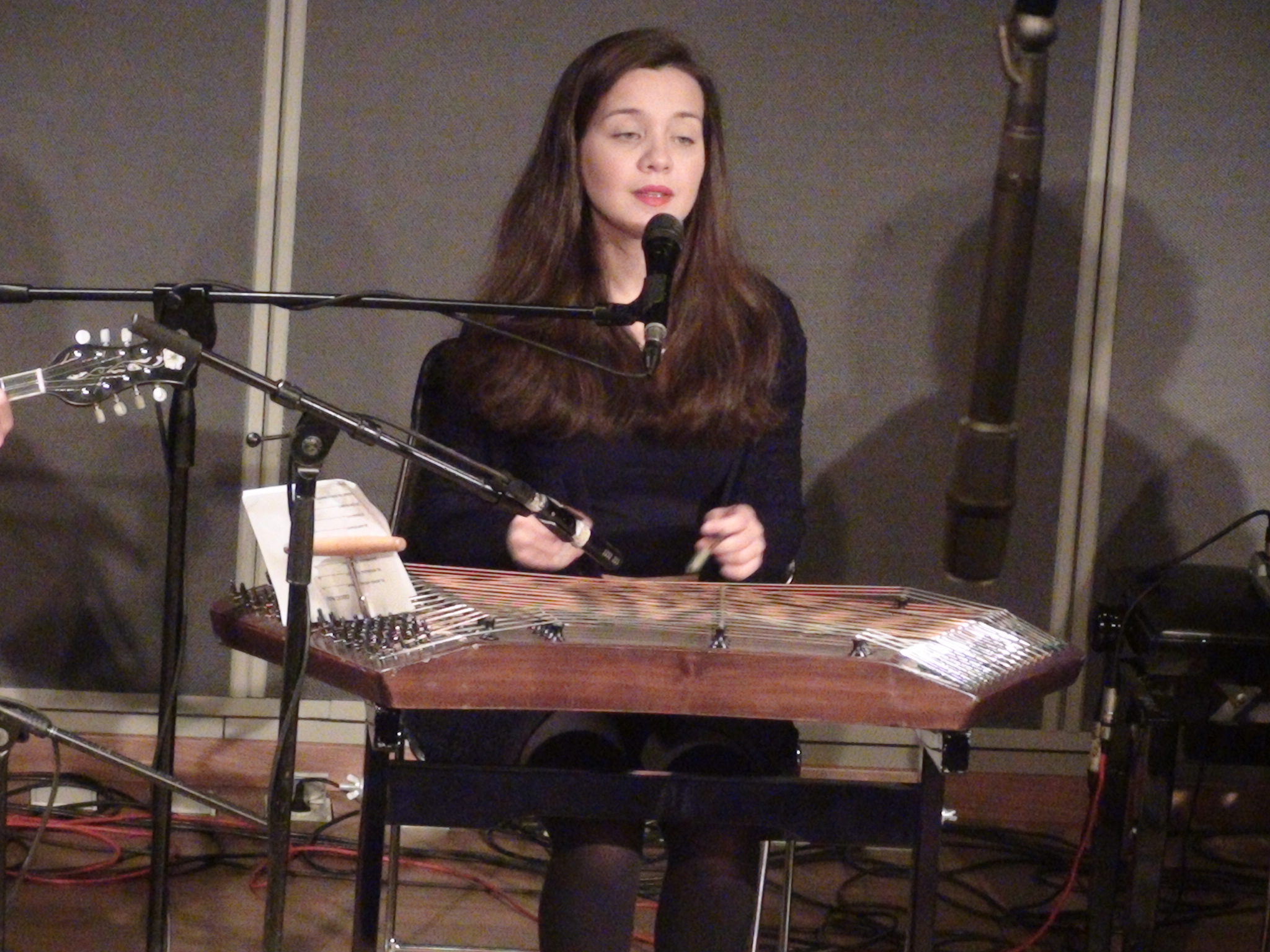
Areti Ketime

Areti Ketime (griechisch Αρετή Κετιμέ Aretí Ketimé; * 26. Juli 1989 in Athen) ist eine Sängerin und Santurspielerin aus Griechenland. Sie ist eine populäre Künstlerin der griechischen Volksmusik, der Dimotiki Mousiki.

## Leben
Mit sechs Jahren lernte Areti Ketime bei Aristeidis Moschos die Santur zu spielen. Ihre Familie war eng mit der traditionellen Musik Griechenlands verbunden, wodurch auch Areti Ketime damit aufwuchs. Mit 15 Jahren war sie eine professionelle Santurspielerin.
2003 veröffentlichte sie ihr erstes Album mit dem Titel To Tragoudi Tis Aretis.